# Viaducto del Vertillo
El viaducto del Vertillo es un viaducto ferroviario español, situado sobre el regato de Los Vallones, en la localidad de San Martín de Tábara, Ayuntamiento de Olmillos de Castro, provincia de Zamora, en España.
El Vertillo, es un viaducto que se encuentra entre la estación de Losacio-San Martín de Tábara y la estación de Ferreruela de Tábara. Está formado por 16 arcos (13 de 10 metros de luz, y 3 arcos de 12 metros) con una altura máxima de 30 metros y una longitud de 213,30 metros para salvar el regato de los Vallones, afluente del arroyo de Valdeladrón, que desemboca en el embalse del Ricobayo.
Dista de unos 2 kilómetros del casco urbano del pueblo sanmartinejo. El viaducto se sitúa sobre un pequeño bosque ribereño en un paraje de fértiles, verdes y frescos prados divididos en cortinas zamoranas, donde se entremezclan los términos de San Martín de Tábara, Ferreruela y Losacio.

## Historia

### Antecedentes

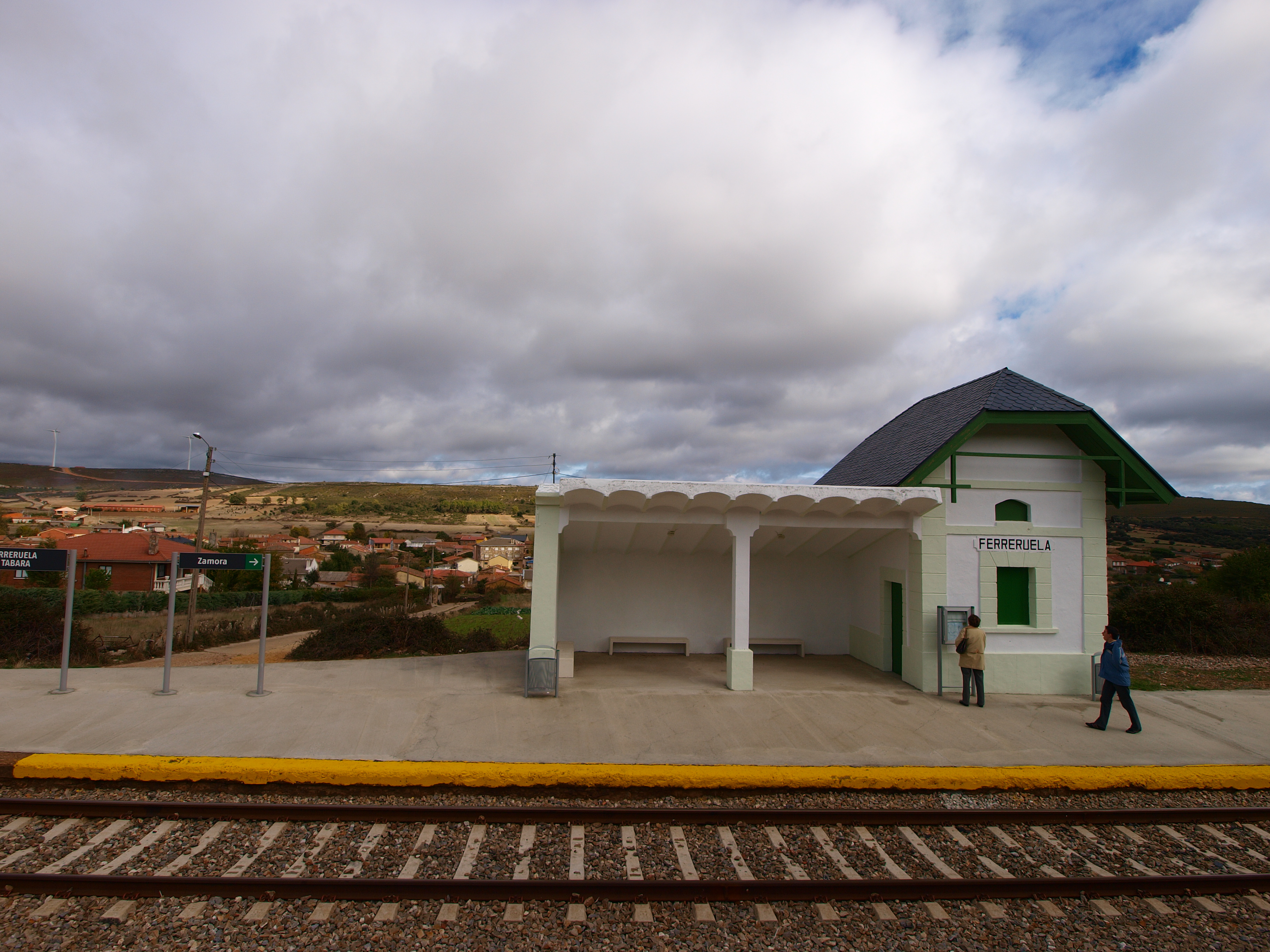
Estación de Ferreruela de Tábara situada a pocos metros del viaducto del Vertillo.

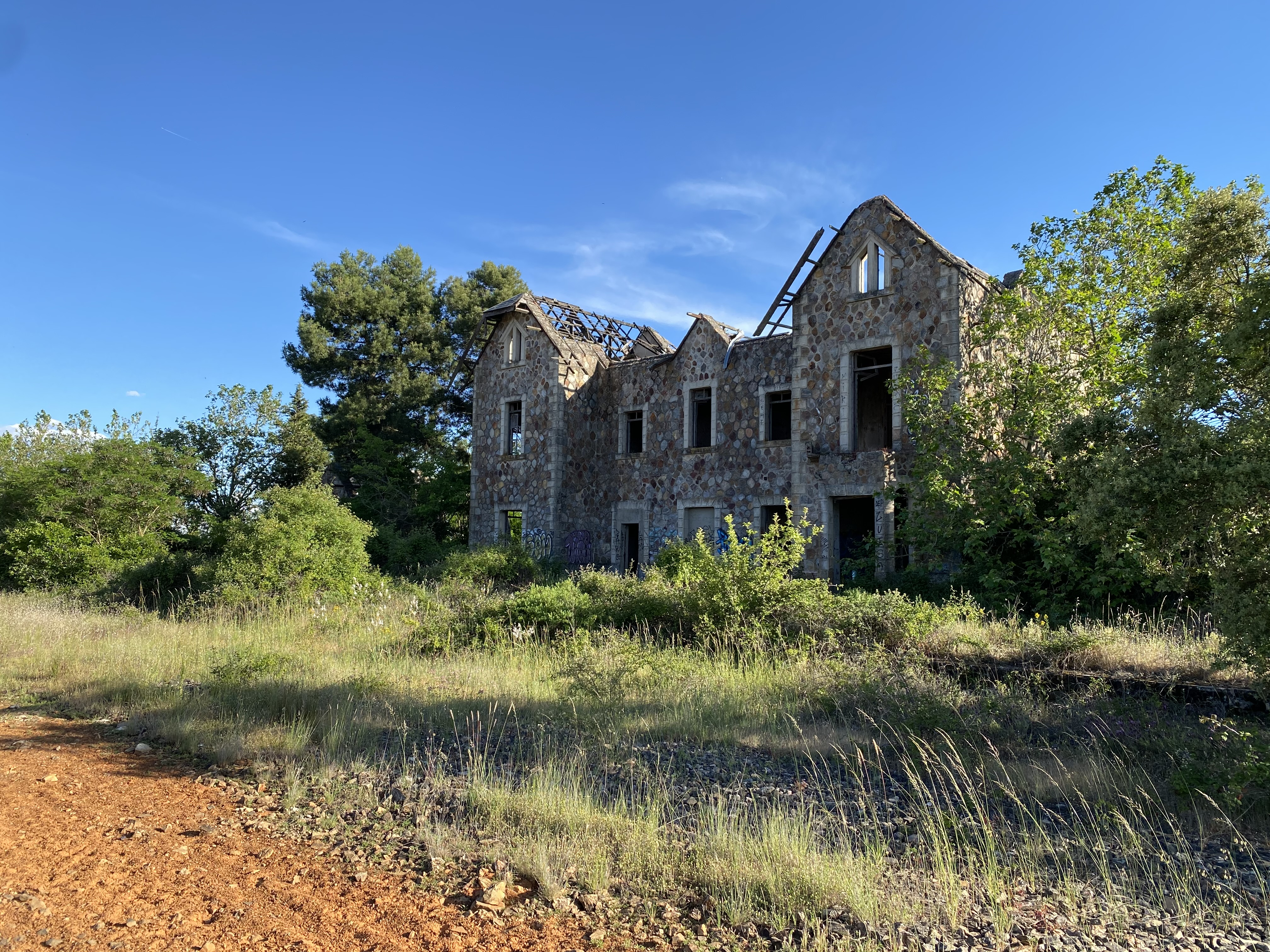
Estación de Losacio-San Martín de Tábara situada a pocos metros del viaducto del Vertillo.

Los antecedentes de la línea se encuentran en varias disposiciones legales emitidas por el gobierno de España en 1855 y 1857 contemplando un trazado radial entre Madrid y el puerto de Vigo por Zamora y Orense. En un anteproyecto del 25 de abril de 1864 una comisión de ingenieros del Estado emitió una informe desaconsejando "fuertemente" la línea Zamora-Orense, sobre la base de dos grandes motivos: una orografía muy adversa y la ausencia de núcleos de población intermedios que superaran los 2.000 habitantes. La comisión reflejó que el tramo Orense-Zamora podría ser de "los más difíciles de España, incluyendo los de la bajada del puerto de Pajares en el ferrocarril de Asturias". Ante tal perspectiva el gobierno optó por archivar el proyecto.
Es por ello que el tramo en el que se encuentra el viaducto del Vertillo no fue inaugurado por Francisco Franco hasta el 24 de septiembre de 1952 con la puesta en marcha del tramo Zamora – Puebla de Sanabria de la línea Zamora-La Coruña vía Orense.

### La construcción del viaducto del Vertillo
Según la asociación Ferroviaria Zamorana, la primera referencia documental que se tiene sobre el viaducto del Vertillo data de 1933, año en que ya hay fotos del programa del Vuelo Americano donde se aprecia la finalización del viaducto terminado pero sin vías colocadas.
El estudio de la comarca de Tierra de Alba de José María Duchel, sitúa la finalización del viaducto en 1944 fecha que concuerda con los primeros acuerdos del gobierno franquista con los Estados Unidos para crear diversos programas de vuelo cartográfico en España, pero que no se corresponde con diversos documentos de asociaciones zamoranas especializadas en ferrocarril.
Otra asociación, Tren Zamora, también sitúa la conclusión de las obras del viaducto del Vertillo en 1933 Que llegó en medio de importantes interrupciones de los trabajos que originaron revueltas populares en 1930 y una huelga general en 1932. Por otro lado, ese mismo año ya estaban construidas casi todas las estaciones del trayecto, a punto de concluir los viaductos de Vertillo y Truchas, iniciado el viaducto de Martín Gil y en avance progresivo el túnel de Padornelo; por eso, hubo una gran agitación cuando el ingeniero José Eugenio Ribera emprendió una campaña en contra de la construcción de la línea y a favor de su abandono, una vez invertida en ella la suma de 80 millones de pesetas.
Se generó un importante debate social en España con respecto a la línea Zamora-La Coruña, con enfrentamientos públicos entre ingenieros como el de Vicente Machimbarrena al contestar a José Eugenio Ribera exponiendo la necesidad de este ferrocarril y su finalización. El revuelo provocó varias dimisiones colectivas en ayuntamientos, diputaciones y cámaras de Galicia y Zamora, que forzaron a reunirse en el Parlamento a las comisiones de Presupuestos y Obras Públicas para anular el dictamen anterior, con lo que las aspiraciones y reivindicaciones zamoranas y gallegas quedaron satisfechas.
Con la Guerra Civil Española por medio, y años después de la finalización de las obras del viaducto, fue inaugurado por el generalísimo Francisco Franco el 24 de septiembre de 1952, día en que se inauguró el tramo Zamora-Puebla de Sanabria, en la conocida como "la línea ferroviaria más complicada de la ingeniería española".
El proyecto del viaducto de Vertillo es obra del ingeniero Martín Villamil. Fue construido por campesinos de los pueblos de las poblaciones adyacentes como San Martín de Tábara, Ferreruela de Tábara, Losacio o Abejera.

### El topónimo Vertillo
El topónimo Vertillo se ha oficializado con v en textos oficiales incluso publicados en el BOE, sin embargo, inicialmente el topónimo era Bertillo con b, en referencia al paraje colindante de Ferreruela de Tábara y San Martín de Tábara. Algunos investigadores de la Zamora rural como el catedrático Eufemio Lorenzo mantienen que la escritura correcta del topónimo es Bertillo siguiendo el nombre oficial del paraje de ese nombre cercano al viaducto. Lo cierto es que, con casi un siglo de uso, Vertillo es el topónimo referido al viaducto, y Bertillo es el topónimo del paraje perteneciente a San Martín y Ferreruela.

## Localización

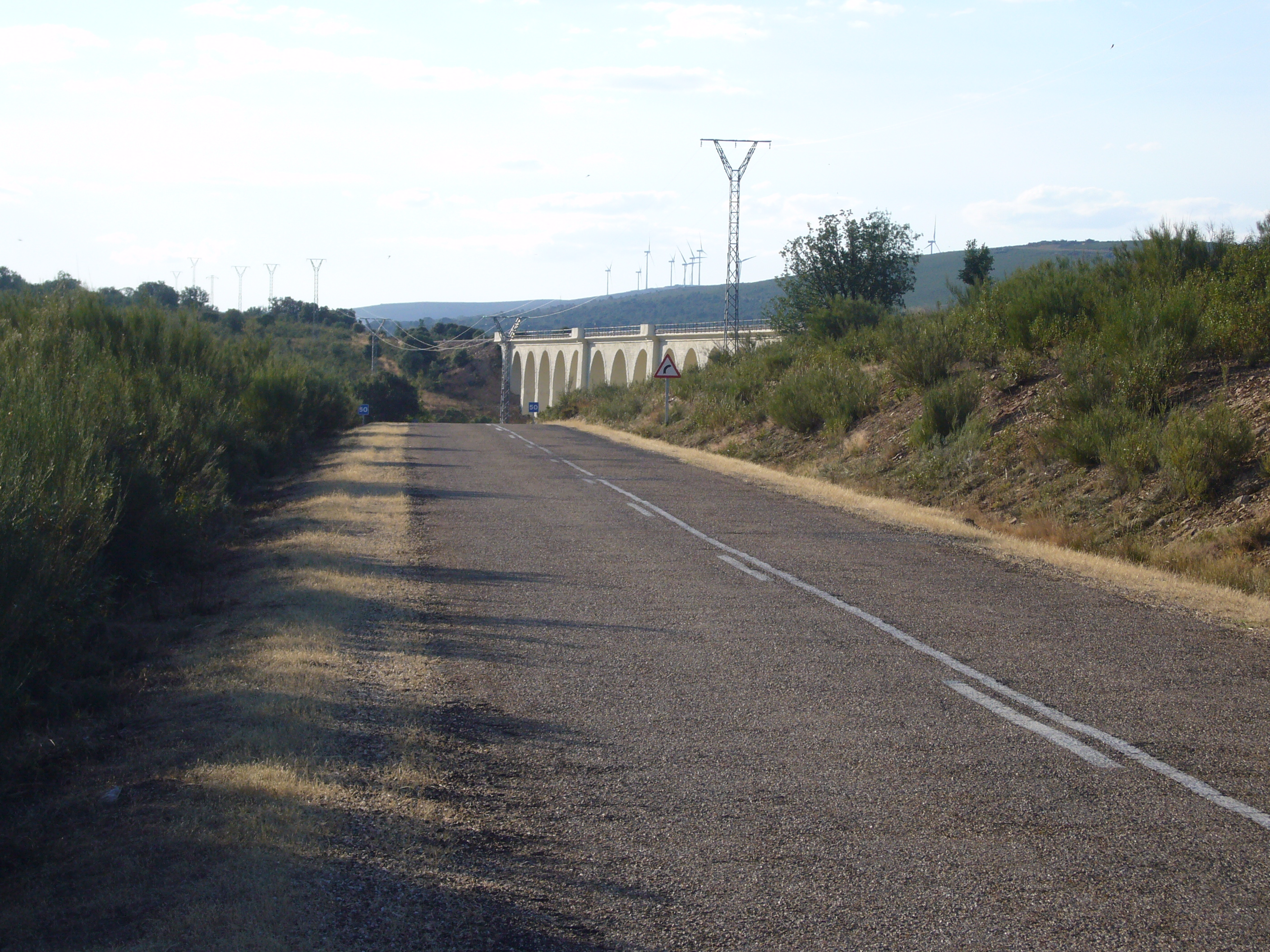
Viaducto del Vertillo desde la carretera ZA-902 dirección San Martín de Tábara.

Está ubicado en el punto kilométrico 40/557 de la línea Zamora-Orense, entre las estaciones de Losacio-San Martín de Tábara y Ferreruela de Tábara. El viaducto del Vertillo salva el barranco que une las poblaciones de San Martín de Tábara y Ferreruela, por cuyo fondo discurre el regato de Los Vallones y la carretera ZA-902.
El terreno está constituido por pizarras arcillosas y esquistos grises con afloramientos de cornubianitas. La geomorfología es plana, oscilando las pendientes entre el 0 y el 7%.

## Características

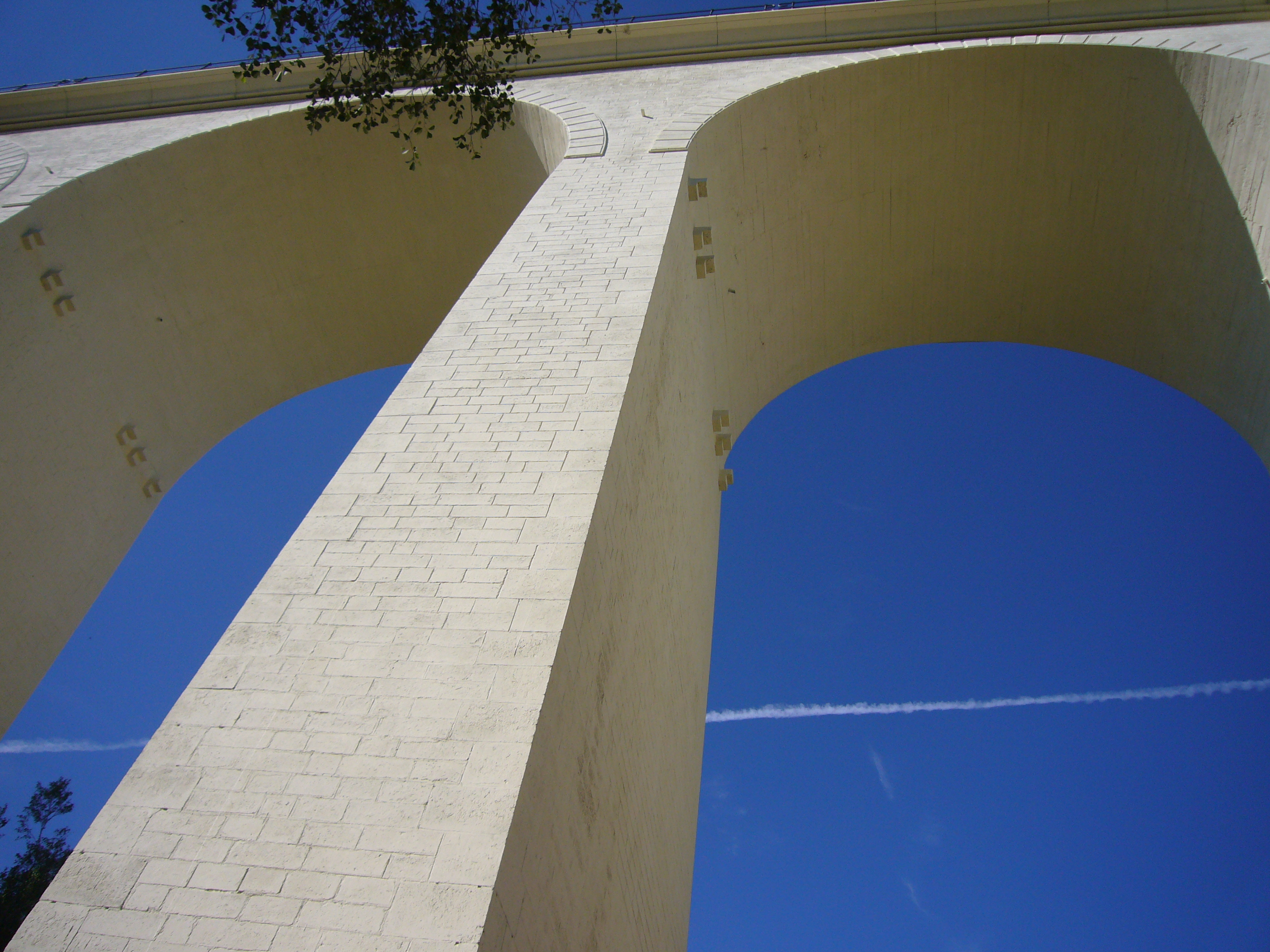
Viaducto del Vertillo en 2010 tras su repintado, última inversión pública de mantenimiento recibida por parte de Adif.

El trazado de la vía férrea sobre el viaducto es en recta y la velocidad de itinerario sobre el mismo es de 115 km/h. Este viaducto soporta únicamente una vía no electrificada y formada por carril de 45 kg por metro lineal. Las traviesas se alternan las de madera y las de hormigón.
El puente es recto, tiene 16 arcos de medio punto, de altura decreciente; la altura máxima es de 30 metros, con longitud de 213,30 metros, y anchura de 7,89 metros. Su anchura permite la utilización de doble vía, aunque en la actualidad pasa por él una vía no electrificada de la línea Zamora-La Coruña. Tanto los pilares, como los arcos, están construidos de hormigón en masa, llagueado, imitando la sillería. Sus arcos son de medio punto, de 5 m de radio salvo los ubicados entre los tramos 9 al 11, que son de 6 m. Los arcos se apoyan en pilas y pilas-estribo.
Es la principal obra de ingeniería situada en la localidad de San Martín de Tábara, una pequeña población del oeste rural de la provincia de Zamora dedicada a la ganadería extensiva y la agricultura de subsistencia. Aunque San Martín ha tenido un peso importante en la historia de la provincia de Zamora (aparece como una de las principales poblaciones del Reino de León en el mapa Spain & Portugal, realizado en 1864 por Keith Johnston), no posee el rango de municipio al pertenecer al Ayuntamiento de Olmillos de Castro, una población más pequeña, pero que sigue el modelo zamorano de agrupación de localidades con ayuntamientos en el vértice central de entre las localidades integradas.
Ganaderos de San Martín y Ferreruela, han empleado durante siglos las cortinas que se ubican bajo el viaducto para la ganadería extensiva donde las vacas se alimentan de unos pastos de alto valor nutritivo y agua mineral de diversas fuentes manantiales que dan al regato de Los Vallones.

## Mantenimiento
En el año 2010, fue objeto de reparación y limpieza con chorro de arena, repintando toda la infraestructura de color blanco.

## Atractivo turístico
Se ha convertido en uno de los principales atractivos turísticos de la comarca natural de Aliste, Tábara y Alba. La calidad paisajística del regato de los Vallones, bajo el viaducto, sobre todo en primavera, lo han convertido en uno de los lugares más visitados del turismo natural en la provincia de Zamora.
También es un lugar frecuentado por amantes de la fotografía.

## Galería de imágenes
|                   |
| Viaducto en 2008. |

|                         |
| Raíl sobre el viaducto. |

|                        |
| Prados en El Vertillo. |

|                                           |
| Señal informativa en la carretera ZA-902. |

|                                       |
| Traviesas apiladas junto al viaducto. |